# Sermamagny
Sermamagny è un comune francese di 829 abitanti situato nel dipartimento del Territorio di Belfort nella regione della Borgogna-Franca Contea.

## Infrastrutture e trasporti
- Aeroporto di Belfort Chaux.

## Società

### Evoluzione demografica
Abitanti censiti